# Veronika Jenet
Veronika Jenet, auch Veronika Hausler (geb. vor 1980 in Niederkirchen), ist eine deutsch-australische Filmeditorin.

## Leben
Veronika Jenet wurde in Niederkirchen, einem Stadtteil von St. Wendel im Saarland, geboren und ging dort zur Hauptschule. Anschließend absolvierte sie eine Ausbildung zur Friseurin. Nach der Heirat wanderte sie mit ihrem Mann, von dem sie auch den Nachnamen Hausler annahm (unter dem sie teilweise in Filmabspännen genannt wird), nach Australien aus. Ihre Eltern leben noch heute in St. Wendel-Niederkirchen.
Jenet begann ihre Tätigkeit als Filmeditorin in den 1980er Jahren. Bei Sweetie (1989) arbeitete sie erstmals mit der Regisseurin Jane Campion zusammen. Es folgten bisher vier weitere gemeinsame Produktionen. Der bekannteste Film dieser Zusammenarbeit ist Das Piano (1993), für den Jenet 1994 für den Oscar in der Kategorie Bester Schnitt nominiert wurde. Sie erhielt zudem eine Nominierung für den BAFTA Film Award und gewann einen AFI Award. Für Simon Stones Film Die Wildente wurde sie 2016 bei den 6. AACTA Awards für den besten Schnitt nominiert.
In ihrer weiteren Karriere wurde sie zwei weitere Male mit dem AFI Award ausgezeichnet und gewann drei Mal den IF Award.
Jenet ist Mitglied der Australian Screen Editors.

## Filmografie (Auswahl)
- 1989: Sweetie
- 1990: Ein Engel an meiner Tafel (An Angel at My Table)
- 1993: Das Piano (The Piano)
- 1996: Portrait of a Lady
- 1999: Trucker mit Herz (Paperback Hero)
- 1999: Holy Smoke
- 2002: Long Walk Home (Rabbit-Proof Fence)
- 2004: Eine italienische Hochzeit (Love’s Brother)
- 2008: The Black Balloon
- 2011: Die Morde von Snowtown (Snowtown)
- 2012: Lore
- 2013: Around the Block
- 2015: Spurlos – Ein Sturm wird kommen (Strangerland)
- 2015: Die Wildente (The Daughter)
- 2017: Jasper Jones
- 2019: Danger Close – Die Schlacht von Long Tan (Danger Close: The Battle of Long Tan)
- 2020: The Luminaries (Fernsehserie)
- 2023: True Spirit